# Henrik Fougt
Henrik Fougt, född 20 februari 1720 i Lövångers socken, död 1 december 1782 i Stockholm, var en svensk boktryckare. 
Henrik Fougt, som var son till prosten Abraham Fougt, var först sekreterare i Bergskollegium men hade ett intresse för mekaniska sysselsättningar och de praktiska yrkena. När han blivit måg till boktryckaren Peter Momma, ville han förbättra boktryckeriyrket. År 1763 anhöll han hos Kunglig Majestät om en lång tids privilegium på ett av honom uppfunnet sätt att med gjutna stilar trycka noter till samma utseende och fullkomlighet, som vore de i koppar stuckne. Men även om Kanslikollegium förordade ansökan, blev den ej bifallen eftersom Fougt samtidigt begärt att få anlägga ett vanligt boktryckeri. Några år senare blev han dock ägare av ett sådant, Grefingska tryckeriet. Från slutet av 1770 trycktes de kungliga förordningarna på detta tryckeri, varför tryckeriet i augusti 1771 upptog titeln kongliga boktryckeriet. I maj 1773 erhöll Fougt privilegium att trycka allt som utgavs av Kunglig Majestät och ämbetsverken. Fougt anskaffade de vackraste stilarna och det bästa papperet samt vinnlade sig om ett utmärkt tryck, så att de alster, som utgått från hans tryckeri, långt senare ansetts förebildlig inom svenskt boktryck. Han försökte även verka för tidningspressens förbättring genom utvidgandet av redaktionen av Stockholms Veckoblads senaste årgångar 1774-1779. Hustrun Elsa Momma var en vitter kvinna, av vars hand det finns tryckta åminnelsetal i Amaranterorden över fruarna Anna Charlotta Schröderheim och Théel. Efter Fougts bortgång förestod hon med stor skicklighet det kungliga tryckeriet ända till i augusti 1811, då sonen övertog verksamheten.
Fougt experimenterade med föga framgång inom stilgjuteriet; mest känt är han försök att med lösa stilar avtrycka noter.
Fougt invaldes som ledamot nummer 42 av Kungliga Musikaliska Akademien den 16 juni 1772. Han var ledamot i Pro Fide et Christianismo och samfundets första boktryckare. Han blev riddare av Vasaorden 1774.